# Germaine Krull
Pour les articles homonymes, voir Krull.
Germaine Krull, née le 29 novembre 1897 à Wilda-Poznań (ville polonaise alors dépendante de l’Empire allemand) et morte le 31 juillet 1985 à Wetzlar (Allemagne), est une photographe d’origine allemande, figure essentielle du mouvement de la Nouvelle Vision photographique.
Sa notoriété s’est essentiellement construite à Paris dans les années 1928 à 1931, notamment avec la publication de son portfolio Métal, reçu comme un manifeste de la Nouvelle Photographie et associé par la critique au constructivisme de László Moholy-Nagy. Engagée dans l’aventure du magazine VU, premier grand hebdomadaire illustré français, elle contribue aussi à inventer le reportage photographique moderne en compagnie notamment d’André Kertész et d’Éli Lotar. Elle a également un rôle pionnier dans le domaine du livre photographique.
Pendant la Seconde Guerre mondiale, elle rejoint Brazzaville afin de se mettre au service de la France libre. Elle y crée un service photographique et réalise des reportages de propagande. Correspondante de guerre, elle suit le débarquement des Alliés de Naples à Strasbourg, arrive en Allemagne au moment de la libération du camp de concentration de Vaihingen et part ensuite pour l’Asie du Sud-Est, de Saigon à Bangkok.
À la fin de son contrat de reporter, elle décide de rester à Bangkok où elle dirige de 1946 à 1966 l’hôtel Oriental, dont elle fait un des plus réputés d’Asie. Parallèlement, elle entreprend de photographier le patrimoine bouddhique de Thaïlande et de Birmanie. Avec André Malraux, elle fait le projet, inabouti, d’un ouvrage sur l'Asie dans la collection L’univers de formes des éditions Gallimard. En 1968, elle part en Inde, réalise Tibetans in India, livre sur les Tibétains réfugiés en Inde, et s’installe au nord de l’Inde, près de Dehradun, au sein de la communauté bouddhique de Sakya Trizin. Elle quitte l’Inde en 1983 et vit chez sœur à Wetzlar jusqu’à sa mort.

## Biographie

### Enfance
Germaine Krull est née le 29 novembre 1897 à Wilda, l’un des districts de Poznań. La ville est alors dans l’Empire allemand, avant de redevenir polonaise en 1919. Son enfance et son adolescence sont marquées par l’errance géographique de sa famille au gré des expériences professionnelles malheureuses de son père ingénieur-inventeur. Après Poznań, la famille vit en Bosnie, à Paris, à Montreux, puis dans une campagne isolée entre Graz et Pettau (aujourd’hui en Slovénie), à Vienne, en Suisse, et enfin en Bavière. En 1912, ses parents se séparent et sa mère gère une pension de famille à Munich. Son père, libre penseur et athée virulent, hostile à l’école, a pris en charge lui-même l’éducation de sa fille. Du fait de cette formation lacunaire « papa m’avait laissé un bel héritage de liberté mais pas de savoir », elle est refusée à l’université de Munich. Les seules possibilités qui lui restent à Munich sont une école de reliure ou le Lehr-und Versuchsanstalt für Photographie, Chemiegraphie, Lichtdruck und Gravüre (Centre d'enseignement et d'expérimentation en photographie, chimigraphie, phototypie et gravure),.

### Études et engagement politique

Photo de nu prise par Germaine Krull vers 1916.

C’est donc à la suite de ce choix par défaut, « non pas par goût, au contraire », que Germaine Krull intègre l’école de photographie de Munich en 1915. Elle obtient en 1917 ou 1918 un diplôme de maître photographe. Elle ouvre son premier studio de photographie à Munich, contribue à un premier livre de nus, et réalise des portraits de facture pictorialiste.
Elle se mêle au bouillonnement intellectuel, artistique et politique du quartier de Schwabing, « fervente de tout ce qu’on pouvait voir ou apprendre », elle se passionne pour la théosophie et le bouddhisme. Elle se lie d’amitié avec Max Horkheimer et Fritz Pollock  futurs fondateurs de l'Institut de recherche sociale (Institut für Sozialforschung) de Francfort-sur-le-Main et alors proches des courants spartakistes. Introduite dans le cercle des intellectuels de l’opposition elle rencontre Kurt Eisner, secrétaire du Parti social-démocrate indépendant d'Allemagne (USPD) ainsi qu’Ernst Toller, militant socialiste révolutionnaire. Durant les dernières semaines de la guerre, son atelier devient un lieu de rencontre de militants anarchistes, communistes russes ou sociaux démocrates,.
Le 7 novembre 1918, elle marche aux côtés de Kurt et Else Eisner et de Toller lors du rassemblement de masse sur la Theresienwiese, manifestation exigeant la fin de la guerre. C'est le point de départ de la révolution de novembre en Bavière et de l’avènement de la République libre de Bavière dont Eisner devient ministre président. Après l'assassinat d'Eisner le 21 février 1919, une éphémère République soviétique de Bavière parvient au pouvoir. Son écrasement le 3 mai 1919 s'accompagne d'une féroce répression des militants d'extrême-gauche par les contre-révolutionnaires. Krull aide Tobias Akselrod (en), correspondant en Allemagne du Comité central du Parti bolchevique et membre de la République des conseils de Bavière à fuir en Autriche, mais ils sont arrêtés. Elle va ensuite plaider sa cause à Berlin auprès de Paul Levi, dirigeant du KPD, puis à Budapest auprès des dirigeants de la République soviétique de Hongrie, afin qu’il soit échangé par le pouvoir russe avec un otage allemand (Akselrod, jugé à Munich, est condamné à 15 ans de prison mais rentre en Russie un an après). Emprisonnée ensuite un temps, Krull passe en jugement en février 1920 et obtient un non lieu pour manque de preuves. N’ayant pas la nationalité bavaroise, elle est expulsée de l'État de Bavière,.
Elle accepte un emploi de photographe à Düsseldorf, puis s’installe à Berlin où elle poursuit son engagement politique. En janvier 1921 elle se rend en Russie avec Kurt Adler (Samuel Levit), d’abord à Saint-Pétersbourg au moment de l'écrasement de la révolte des marins de Kronstadt : « Les marins de Kronstadt furent tous passés par les armes. Nous ne pouvions rien faire que rager et nous taire ». Le but de Krull et d'Adler est d'assister à Moscou au congrès de la IIIe internationale pour y faire valoir l’expérience des soviets munichois. Au lendemain de la prise de parole d'Adler, considérés comme opposants, ils sont arrêtés par la Tchéka. Incarcérée à la Loubianka, Krull subit un simulacre d’exécution. Trahie par Adler, elle est finalement expulsée. Elle contracte le typhus dans le convoi de retour et rentre début de 1922 à Berlin. Ses amis Max Horkheimer et Fritz Pollock ainsi que la veuve d'Eisner vont accompagner sa longue convalescence.
À Berlin, elle s’associe ensuite avec Gretel et Kurt Hübschmann (Kurt Hutton (en)) qui tiennent un studio photographique qu'Hübschmann lui cède par la suite. Ils y réalisent des portraits, des photos de mode et, plus rarement des photos de presse. Durant ces années berlinoises, le travail personnel de Germaine Krull tend à s’affranchir de l’esthétique pictorialiste enseignée par son école de photographie. Elle réalise des nus mettant parfois en scène des relations lesbiennes ; Berlin lui inspire ses premières photographies de rue et ses premières prises de vue de la vie moderne : « Depuis ce moment là j’ai commencé à aimer la photographie, et c’est à partir de ce moment là aussi que j’ai commencé à VOIR la rue, les choses comme l’œil les voyait, et non pas comme on pensait que ça devait être ».
Elle fréquente les dadaïstes berlinois et les expressionnistes. Introduite par Hübschmann dans un cercle d’amis néerlandais, elle se lie au futur documentariste Joris Ivens et rencontre l’écrivain anarchiste Arthur Lehning, directeur de la revue néerlandaise i10. Elle découvre dans cette revue les œuvres du photographe constructiviste László Moholy-Nagy. En 1925, elle s’établit aux Pays-Bas avec Ivens. Elle collabore aux revues i-10 et De Filmliga (nl) (créée en 1927). Lors de leurs promenades dans les ports de Rotterdam et d’Amsterdam, Ivens effectue des repérages pour son film De Brug (« Le Pont ») pendant que Krull réalise ses premières photographies de fragments d’architecture métallique. C’est un cap décisif pour la suite de son œuvre. « J’étais toujours fascinée par les fers et commençai à faire mes premières photos. C’était inattendu. Plus j’y travaillais plus je trouvais que le résultat était dans le vrai. Il fallait faire comme si j’en voyais une partie et le tout était là : une partie d’une grue qui tourne et elle est là complètement ».

### Les années parisiennes
C'est à Paris que Germaine Krull se fait connaître en tant qu'artiste et photographe d'avant-garde, grâce à son portfolio Métal, considéré comme l'une des plus importantes publications photographiques des années 1920.

#### Les «fers» et le portfolioMétal
Elle s’installe à Paris à la fin de 1926, ouvre un studio avec le photographe de mode Luigi Diaz et travaille pour des grands couturiers tels que Paul Poiret, Lucien Lelong ainsi que pour Sonia Delaunay. Elle se lie d’amitié avec le couple Sonia et Robert Delaunay, qui lui fait connaître le milieu artistique parisien, et rencontre Éli Lotar, qu’elle forme à la prise de vue et au tirage. Parallèlement aux travaux de commande qu’elle considère comme purement alimentaires, elle cherche à faire connaître les photographies qu’elle nomme ses « fers », une série commencée lors des promenades avec Joris Ivens sur les quais de Rotterdam et d’Amsterdam et poursuivie à Paris, Saint-Ouen, Saint-Malo, Marseille. Ces images de structures métalliques, fragments de ponts transbordeurs ou de machineries de la tour Eiffel, aux cadrages audacieux, souvent en contre-plongée, déconnectées d’une vision réaliste, élaborent dès 1925-1926 le vocabulaire visuel de la modernité photographique,. Robert Delaunay l’encourage à les faire connaître. Mais lorsqu’elle les montre à la Société française de photographie et de cinématographie, bastion du pictorialisme, elle s’entend dire qu’elle ne sait pas tenir d’aplomb son appareil photographique. En revanche, Lucien Vogel, le créateur et directeur du magazine VU, qui lui commande des photographies de la tour Eiffel, trouve que ses images ne sont jamais assez penchées.
Ses « fers » sont exposés à Paris au Premier salon indépendant de la photographie, en mai-juin 1928. Ils font ensuite l’objet d’une publication par les éditions Calavas, sous la forme d’un portfolio de 64 planches intitulé Métal, préfacé par Florent Fels, journaliste, écrivain d’art et fervent soutien de la jeune photographie. L'ouvrage a un impact immédiat dans les milieux de la Nouvelle Photographie et auprès des magazines artistiques progressistes. Il apparaît comme le manifeste du courant artistique Nouvelle Vision, dans la lignée du livre de László Moholy-Nagy Malerei. Fotografie. Film (« Peinture. Photographie. Film ») publié en 1925. Il est considéré comme l'un plus important livre photographique jamais réalisé.
Le succès de Métal apporte à Germaine Krull jusqu’en 1930 de nombreuses commandes, notamment d'Électricité de Paris, ses « premiers clients sérieux », ou des constructeurs automobiles Citroën et Peugeot. Il est aussi à l’origine de son engagement au sein du magazine VU.

#### Le photojournalisme
Le radicalisme de Métal demeure très singulier dans l’œuvre de Germaine Krull. Son activité de reporter-photographe pour le magazine VU l’amène à se passionner pour d’autres thématiques.
VU, premier grand hebdomadaire illustré français, pacifiste et antifasciste, est lancé en mars 1928 par Lucien Vogel, qui s’entoure de jeunes auteurs avant-gardistes et de jeunes photographes tels que Eli Lotar, André Kertész – et Germaine Krull, à qui il passe commande dès le premier numéro. Lucien Vogel place la photographie au cœur de son projet éditorial. C'est à VU que s'invente le métier de reporter-photographe, facilité par l'évolution technique. Des appareils plus légers et lumineux que les chambres sur pied des photographes de presse, dont l’Icarette de Krull, permettent des prises de vues spontanées et proches du sujet. VU innove aussi en matière de mise en page grâce à l'impression en rotogravure, permettant des montages dynamiques et des doubles pages en rupture avec les colonnes rigides des journaux de l’époque,,.
Krull dit dans son autobiographie que Lucien Vogel l’a lancée « sur tout, et même à travers les rues, les rues de Paris » où « les photos fourmillaient ». Son terrain de prédilection c’est le Paris populaire et marginal devenu sujet photographique sous l’influence d’Eugène Atget, considéré comme le père fondateur de la photographie moderne. Atget est exposé de façon posthume en mai 1928 au premier salon indépendant de la photographie, dont Vogel est l’un des commissaires, et fait l’ouverture d’une série d’articles de la revue L'Art vivant, publiés à partir de janvier 1929 sous le titre La photographie est-elle un art ?, dont les autres articles sont consacrés à Krull, Kertész, Lotar, Man Ray. Pierre Mac Orlan, ardent défenseur de l’avant-garde photographique et théoricien du fantastique social, associe le « Paris-Krull » à celui d'Atget (ainsi qu'à celui de Francis Carco).
VU connaît un grand succès. Selon Krull, « il fallait présenter chaque semaine quelque chose de nouveau : les gens voulaient voir Paris comme ils ne l’avaient jamais vu, comme ils ne le connaissait pas. »
Elle réalise notamment pour VU des reportages sur la Fête foraine (avril 1928, texte de Edmond T. Gréville) ; sur Les Mystères de la foire aux puces (juin 1928, texte signé par Florent Fels) ; sur Les clochards dans les bas-fonds de Paris (octobre 1928, texte d’Henry Danjou), reportage qui fait sensation. Avec Danjou, elle explore aussi la Zone et illustre l’article sur Le dernier interview de la Goulue (février 1929). Danjou signe également le texte du reportage sur La Porte du Monde : Marseille (avril 1929), qui publie des photographies du pont transbordeur. Avec Eli Lotar, elle visite Le palais de la femme de l’armée du salut (janvier 1929).
Elle voyage également pour VU en Bretagne : reportage sur la Révolution armoricaine. L'autonomisme breton et ses joies (août 1928) et Le pardon des Terre-Neuvas (février 1929) ; dans le Midi pour les fêtes du bimillénaire de Carcassonne (juillet 1928), pour la fête des Espagnols (juillet 1930), pour les fêtes de Mistral à Maillane (septembre 1930). Son dernier reportage important concerne Les ouvrières de Paris, avec un texte d’Emmanuel Berl (décembre 1932-janvier 1933). Ses prestations pour VU, plus sporadiques dans les années 1930, s’achèvent pratiquement en 1934 avec Éden de banlieue, reportage sur les bords de Marne et Les modèles de frères Le Nain, portraits de banlieusards,.
Le succès de ses reportages dans VU apporte à Germaine Krull des commandes pour de nombreux autres magazines : L'Art vivant de Florent Fels et Carlo Rim ; Jazz de Carlo Rim ; Détective des frères Joseph et Georges Kessel ; Bifur ; Variétés, revue belge d'avant-garde ; Der Querschnitt, revue allemande d'avant-garde ; Art et Médecine ; Paris-Magazine ; France à table.

#### Les expositions
Elle est d'abord invitée au premier (et unique) Salon indépendant de la photographie, dit Salon de l’escalier car il occupe l’escalier du foyer de la Comédie des Champs-Élysées, du 27 mai au 7 juin 1928. C’est la première manifestation de la Nouvelle Photographie en France. Les exposants sont surtout des photographes étrangers installés depuis peu à Paris, mais le salon rend aussi un hommage à Atget et Nadar. Florent Fels, l'un des commissaires du salon, écrit dans L’Art vivant que le comité directeur « a voulu éviter la photographie "artistique" qui s'inspire de la peinture, de la gravure, du dessin … toute une esthétique qui échappe aux strictes lois de la photographie ».
Elle participe aussi à Bruxelles, en octobre 1928, à la Première exposition d'art photographique moderne qui se tient dans la galerie L’Époque, en octobre 1928. Son initiateur est Paul-Gustave van Hecke, directeur de la galerie et fondateur de la revue Variétés. Cette manifestation conforte la place de Krull dans le mouvement moderniste et lui offre un tremplin médiatique plus international.
C’est à Stuttgart, du 18 mai au 7 juillet 1929, qu’a lieu l’une des manifestations majeure de la Nouvelle Photographie : Film und Foto (FiFo), qui édicte les codes de la photographie moderne en Europe. Laszlo Moholy-Nagy en est l’un des sélectionneurs pour les photographes européens. Germaine Krull y expose des photographies de la tour Eiffel, de centrales électriques mais aussi de ses reportages. L’exposition se prolonge la même année à Zurich, Berlin, Dantzig et Vienne, puis en 1931 à Tokyo et Osaka.
L'œuvre de Krull est aussi présente en 1929 dans l'exposition Fotografie der Gegenwart (en) (Photographie du présent) organisée par l'historien de l'art Kurt Wilhelm-Kästner (de) à Essen puis Hanovre, Berlin, Dresde, Magdebourg et Londres. C’est l’une des plus importantes de l'entre-deux-guerres, véritable Who's Who de la photographie de la Mitteleuropa. Elle inclut un grand nombre d'artistes du Bauhaus et des expressionnistes.
Entre 1930 et 1935, des photographies de Germaine Krull figurent également dans diverses expositions parisiennes. La plus marquante, intitulée Documents de la vie sociale, est organisée en juin 1935 par l’AEAR (Association des écrivains et artistes révolutionnaires). Eli Lotar y est responsable de la section photo, Germaine Krull y expose des photographies issues de son reportage sur les ouvrières de Paris.

#### Les livres photographiques

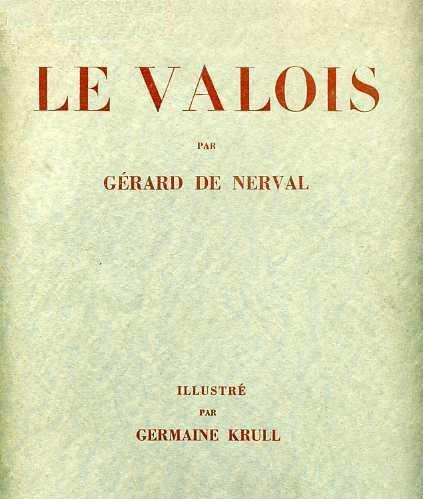
Le Valois (1930) de Gérard de Nerval, livre illustré par des photos de Germaine Krull.

Germaine Krull est l'artiste photographe de l'entre-deux-guerres qui a réalisé le plus de livres. L’auteure de Métal est pionnière dans le domaine du livre photographique à auteur unique ; elle continue à en publier après son départ de Paris, à Monte-Carlo, à Rio de Janeiro et en Asie.
Elle contribue à plusieurs livres photographiques sur Paris, seule ou avec d'autres photographes : Paris, de Mario von Bucovich (Berlin, Albertus-Verlag, 1928), Bucovich étant l'auteur de la majorité des 100 photos mais 23 étant de Krull ; 100 x Paris, (Berlin-Westend Verlag der Reihe, 1929), ouvrage trilingue allemand, français et anglais, préface de Florent Fels ; Paris under 4 årstider, (Paris des 4 saisons) (Stockholm, Alber Vonniers forlag, 1930). Ses photographies illustrent aussi Visages de Paris, d'André Warnod (Firmin-Didot, Paris, 1930).
Elle est aussi pionnière en matière d’illustration de romans, avec le roman policier de Pierre Mac Orlan, Ombres de Paris, paru en 1930 dans l’hebdomadaire Détective. Elle fait même le projet d’un roman photographique sans texte : « Je voulais que les visages, les gestes remplacent les paroles d’une façon plus fine qu’au cinéma muet. »
En 1930, l’éditeur de Métal, Calavas, lui commande un nouveau portfolio, Études de nus, dont les 24 photographies, loin du nu classique, présentent des fragments de corps touchant à l’abstraction ; le texte d'introduction est de Jean Cocteau. La même année, elle illustre Le Valois de Gérard de Nerval, édité par l’imprimerie Firmin-Didot et mis en page par l’imprimeur-typographe Jacques Haumont.
En 1930 également, elle contribue à l'éphémère revue Grand’Route dirigée par Renaud de Jouvenel. Lorsque Jacques Haumont, qui est « emballé par ses idées », lui commande des photographies pour un livre en projet chez Firmin-Didot, elle entraîne l’un des rédacteurs de la revue, Philippe Lamour, sur la nationale 7 dans la Peugeot 201 qu’elle a obtenue du constructeur automobile en paiement d'un catalogue. À la suite de ce voyage, La route de Paris à la Méditerranée paraît en 1931 dans la collection Images du monde dirigée par Florent Fels, avec un texte de Paul Morand. Sur 96 photographies de 15 auteurs différents, dont André Kertesz, Eli Lotar et Emmanuel Sougez, le tiers est de Germaine Krull. Assise sur la capote ouverte de l'automobile, Krull a pris en roulant des photographies dont beaucoup sont floues et inexploitables, ce qu’elle justifie auprès de Jacques Haumont par le fait qu’elle a voulu rendre l’effet d’une voiture en marche.
Avec Jacques Haumont, elle poursuit son « rêve des livres illustrés ». De leur voyage entre Paris et la côte basque naît La Route Paris-Biarritz. Alors que le texte de La route de Paris à la Méditerranée est prétexte à dresser un portrait de la France, La Route Paris-Biarritz est un véritable récit de voyage, basé sur le double témoignage de Claude Farrère et de Germaine Krull, qui légende elle-même ses 95 photographies. Publié en 1931 par la nouvelle maison d'édition créée par Jacques Haumont, La Route Paris-Biarritz est le premier livre d'un collection intitulée Voir ; deux autres sont annoncés mais ne paraissent pas.
Jacques Haumont publie également en 1931 La Folle d’Itteville, une nouvelle policière de Georges Simenon mise en image par 104 photographies de Germaine Krull. Ce Photo-texte, qui préfigure le roman-photo, est prévu pour être le premier d’une nouvelle collection à vocation populaire. Mais c’est un échec commercial ; le second roman dont les photographies sont prêtes ne paraît pas. La maison d’édition de Jacques Haumont est ruinée. Et les projets de Germaine Krull dans le domaine de la photographie d’illustration sont mis à mal.

#### Fin de la carrière parisienne
De 1928 au début des années 1930, Germaine Krull est au sommet de sa créativité. Elle vit ses plus grandes années de succès. Sa production est reconnue par la critique comme une œuvre majeure. En 1931, les éditions Gallimard lui consacrent un album préfacé par Pierre Mac Orlan, premier volume d’une collection sur les Photographes nouveaux. Dans sa Petite histoire de la photographie, le philosophe et critique d'art Walter Benjamin illustre ses propos sur Atget de deux photographies de Krull dont les tirages lui appartiennent.
Mais les commandes se raréfient. Les trois photographes des débuts de VU, Krull, Lotar et Kertész, indépendants, sans studio ni agence de presse, sont exclus du développement rapide du métier de reporter. Krull vit de son stock d’images mais en tire peu de ressources. En octobre 1932, elle participe au lancement de l’hebdomadaire Marianne créé par André Malraux et Emmanuel Berl chez Gallimard ; elle y illustre La Chatte de Colette, qui y paraît en feuilleton. Mais avec l’échec des éditions Haumont, sa situation est difficile, matériellement comme moralement. La saisie de biens de Jacques Haumont ainsi que de sa propre automobile (qui lui est par la suite restituée) et la visite d'huissiers à son domicile l’amènent à mettre à l’abri son stock de photographies et de plaques de verre chez Eli Lotar (stock qu’elle ne retrouve pas après-guerre) et à fuir Paris. Elle se réfugie un temps chez des amis à Montfort-l'Amaury puis part dans le Midi,.

### Installation à Monte-Carlo
Elle traverse la France en automobile, habite un temps à Saint-Tropez chez Isa de Comminges, puis trouve un atelier à Cannes : « … petit à petit je me remettais. Je voulais à nouveau faire des photos… ». Elle rentre un temps à Paris, les éditions Plon lui proposant de faire un livre sur Marseille. Elle y trouve une atmosphère très tendue, les conversations de se amis tournant autour des atrocités hitlériennes et de l’antisémitisme. Le livre Marseille paraît en février 1935, avec un texte d’André Suarès, dans la même collection que Paris vu par André Kertész. Les photographies, dont celles du pont transbordeur, considérées aujourd’hui comme les plus symboliques de son œuvre, sont issues de ses reportages antérieurs. C’est son livre photographique le plus abouti, mais il paraît à un moment où elle n’a plus les mêmes perspectives pour ses activités de photographe.
À partir de l’été 1935, elle réside à Monte-Carlo et travaille pour l’hebdomadaire du Casino. Elle y couvre l’actualité artistique et mondaine, mais perd cet emploi en 1937. Elle possède son propre studio mais n’a pas beaucoup de débouchés et doit chercher de l’aide auprès de ses amis de l’époque munichoise, Max Horkheimer et Fritz Pollock, et de Joris Ivens, réfugié aux États-Unis. Elle charge en vain Walter Benjamin, qui réside alors à Paris, de trouver un éditeur pour son récit autobiographique Chien Fou. En 1937, elle publie à compte d’auteurs un livre sur les Ballets de Monte-Carlo, dont le dessin de couverture est de Matisse et réalise pour le pavillon de Monte-Carlo à l’Exposition universelle de Paris un photomontage mural de 6 m de long : « Ce fut mon dernier travail avant la guerre. Et bientôt la mobilisation générale. Les nazis avaient gagné et il fallait se battre ». Croisant des soldats allemands à Cannes, elle comprend qu’il lui faut partir au plus vite et se met à la recherche d’un visa pour quitter la France,.

### Durant la Seconde Guerre mondiale

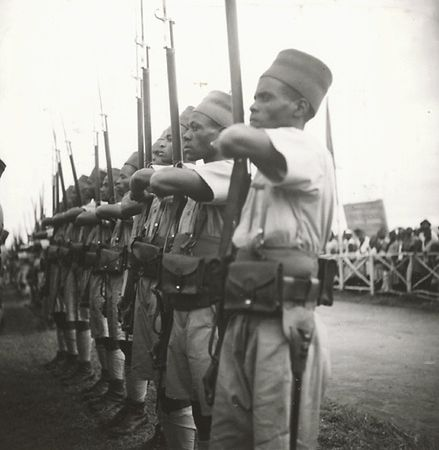
Photo du bataillon du Pool prise par Germaine Krull à Brazzaville en 1942.

Après l’armistice du 22 juin 1940, il lui faut fuir la France. Elle ne peut se rendre aux États-Unis, son époux Joris Ivens, qui y séjourne de 1939 à 1944, ayant déclaré aux autorités américaines ne pas être marié. Elle obtient un visa pour le Brésil et embarque à Marseille le 24 mars 1941 sur le Capitaine-Paul-Lemerle à destination de la Martinique. À Fort-de-France, elle est internée dans une ancienne léproserie avec ses compagnons de voyage en attente d'un nouveau bateau. Elle poursuit ensuite son voyage à bord du Duc d'Aumale avec une escale à Saint-Laurent-du-Maroni, puis à bord du Correio Brasileiro de Belém à Rio de Janeiro. Elle séjourne au Brésil jusqu’en août 1942 puis, via Le Cap, rejoint Brazzaville, chef-lieu de l'Afrique-Équatoriale française, ralliée dès août 1940 à la France libre. Elle y dirige le service de photographie de la France Libre et réalise des reportages de propagande sur les activités de production en Afrique-Équatoriale française.
Après un passage à Alger, elle accompagne le 6e Groupe d'armées des États-Unis lors du débarquement de Provence en août 1944, puis la 1re armée française jusqu'à la fin de la guerre. Lors de la campagne d'Alsace, elle participe à la libération du camp de concentration du Struthof, puis de Vaihingen (une annexe du Struthof située près de Stuttgart). Ses photographies paraissent dans l'ouvrage La Bataille d'Alsace, accompagnées d'un texte de Roger Vailland.

### Séjours en Asie du Sud-Est
Après la fin de la guerre, Germaine Krull, mal à l’aise en Europe, part via Londres pour l’Asie du Sud-Est, toujours en tant que correspondante de guerre. Elle se rend à Ceylan avec un avion de transport de troupes de l’armée britannique, et de là à Rangoun, où elle visite la grande pagode. C’est son premier contact concret avec le bouddhisme, qui « était déjà une religion qui [lui] plaisait ». Elle arrive à Saïgon, que les forces alliées viennent de reprendre aux Japonais. Sensible à la cause des Indochinois, elle publie un article dans lequel elle critique l’attitude des coloniaux français : Error in Laos. Ses prises de position l’obligeant à quitter Saïgon, elle accompagne en Malaisie puis à Jakarta des correspondants de guerre australiens,.
Elle arrive à Bangkok alors que son contrat de correspondante de guerre se termine. Séduite par la Thaïlande et son potentiel touristique, qu'elle compare à celui de la Suisse, elle décide d’y rester. En 1947, elle s'associe avec cinq autres personnes (dont Phot Sarasin et Jim Thompson) pour reprendre l'hôtel Oriental, le plus ancien de Bangkok, fondé en 1879, ruiné par la guerre. Elle en accepte la direction pour trois ans mais va la conserver vingt ans et faire de l’hôtel un des plus réputés d’Asie.
Parallèlement, elle entreprend de documenter la culture bouddhique et rassemble de l’ordre de deux mille photographies de temples, statues, objets d’art de Birmanie et de Thaïlande. Elle publie trois livres de photographies : un livre de cinquante-quatre photographies sur la ville de Chiang Mai où elle possède une maison, puis Bangkok : Siam’s city of Angels et Tales for Siam. Elle visite le Japon et fait plusieurs séjours en Europe, avec des escales à Hong Kong, au Cambodge où elle visite le temple d’Angkor Vat, et en Inde du sud. À Paris, André Malraux, directeur chez Gallimard de la collection L’univers de formes, prépare un volume sur l'Asie. Krull lui propose de photographier des bouddhas d’Indochine, de Thaïlande et de Birmanie. Elle signe un contrat avec la maison d'édition en 1962. Mais Malraux, alors ministre des Affaires culturelles, se montre peu disponible. Elle lui envoie cinq-cents photographies mais le projet n’aboutit pas,.
En 1966, elle vend ses parts de l’hôtel et décide de revenir en Europe. Après avoir cherché une maison en Provence, elle vient habiter à Poissy. En 1967 a lieu à Paris la première rétrospective de son œuvre, organisée par Henri Langlois à la Cinémathèque française. L’exposition présente mille photographies : des reproductions de ses photographies d’avant-guerre, Krull n’étant pas parvenue à en retrouver les originaux, des photographies des périodes africaine et asiatique, ainsi que des « silpagrammes »,,,.

### Séjours en Inde
En 1968, Krull s’installe au nord de l’Inde, près de Dehradun, au sein de la communauté de Sakya Trizin. Elle a découvert à Paris la question tibétaine chez l’ambassadeur de l’Inde avec qui Malraux l’a mise en contact, et décidé de réaliser un livre sur les Tibétains réfugiés en Inde[réf. nécessaire], ou par l'intermédiaire de Freda Bedi durant l'hiver 1962 à l'occasion d'une réception de l'ambassadeur de Thaïlande pour soutenir l'École des jeunes lamas. Tibetans in India, dont le produit de la vente est donné au Dalaï-Lama, paraît en 1968. Toujours en 1968, elle réalise une exposition avec l’Alliance française de Delhi, qui circule ensuite à Bombay, Calcutta, Madras, Pondichéry. Sa préparation lui donne une dernière l’occasion de travailler en laboratoire. Elle se convertit au bouddhisme tibétain.
Elle continue à voyager. Elle accompagne à Zurich, au Canada et aux États-Unis ses amis tibétains en tournée auprès de leurs adeptes. Elle fait de fréquents voyages en Europe. En 1976, lors d’un autre séjour à Zurich, elle dicte ses mémoires sur sa période parisienne : Click entre deux guerres. Elle y rencontre aussi les collectionneurs Ann et Jürgen Wild, spécialistes de la photographie des années 1930, qui travaillent à rassembler ses œuvres, avec qui elle se lie d'amitié. Le couple organise l'année des quatre-vingt ans de Krull, du 10 novembre au 4 décembre 1977, une exposition au Rheinisches Landesmuseum de Bonn,.
Son autobiographie La vie mène la danse, qu’elle rédige en français à Dehradun, est achevée en 1980.

### Fin de vie
En 1983, un accident vasculaire cérébral l'oblige à quitter Dehradun et à rentrer en Allemagne. Elle termine ses jours auprès de sa sœur à Wetzlar. Elle meurt le 30 juillet 1985.

## Publications
Recueil de photographies avec des textes de Jean Cocteau, Paul Morand, Georges Simenon et André Suarès : 
- Métal, 1927
- 100 x Paris, 1929
- Le Valois, 1930
- Études de nus, 1930
- La Route-Paris-Biarritz, 1930
- La Folle d'Itteville, texte de Georges Simenon, août 1931
- Marseille, 1935
- La Route-Paris-Méditerranée
- La Bataille d'Alsace, texte de Roger Vailland
- Bangkok. Siam City of Angels, texte de Dorothea Melchers, Londres, 1964
- Tales from Siam, texte de Dorothea Melchers, Londres, 1966
- Germaine Krull, la vie mène la danse, autobiographie établie par Françoise Denoyelle à la suite de ses entretiens, éd. Textuel, coll. « L'écriture photographique », 2015

## Réalisations cinématographiques
- Six pour dix francs, réalisation Germaine Krull et Georges H. Patin (Yves Gladine), 9 min, 1932[2].
- Il partit pour un long voyage, réalisation Germaine Krull et Georges H. Patin (Yves Gladine), 11 min 20 s, 1932[2].
- Autour de Brazzaville, réalisation François Villiers avec la collaboration de Germaine Krull, texte de Richard Francœur, 25 min, 1943-1946, production Office français d'information cinématographique[2].
- L'Amitié Noire, réalisation François Villiers avec la collaboration de Germaine Krull et Pierre Bernard, texte du commentaire écrit et lu par Jean Cocteau, 18 min, 1946, production Office français d'information cinématographique[2].

## Expositions
Durant les années parisiennes
- 1928, Salon indépendant de la photographie, dit Salon de l’escalier, Paris.
- 1928, Galerie L’Époque, Bruxelles.
- 1929, Film und Foto (FiFo), Stuttgart, Zurich, Berlin, Dantzig et Vienne, puis en 1931 Tokyo et Osaka.
- 1929, Fotografie der Gegenwart (Photographie du présent), Essen puis Hanovre, Berlin, Dresde, Magdebourg et Londres.
- 1935, Documents de la vie sociale, AEAR (Association des écrivains et artistes révolutionnaires), Paris.

Après guerre de son vivant
- 1967, première rétrospective, Cinémathèque française, Paris.
- 1968, Alliance française, New-Delhi puis Bombay, Calcutta, Madras, Pondichéry.
- 1977, Rheinisches Landesmuseum, Bonn.

Après sa mort
- 1988-1989, Germaine Krull. Photographie 1924-1936, Arles, Musée Réattu[37], puis Ceret, Musée d'Art moderne et Chalon-sur-Saône, Musée Nicéphore-Niépce[38].
- 1999-2000, rétrospective, Musée Folkwang d’Essen puis Munich, San Francisco, Rotterdam, Paris[39],[40].
- 2015, Germaine Krull. Un destin de photographe, Musée du Jeu de Paume, Paris[41].
- 2018, Germaine Krull. Metal, Pinakothek der Moderne, Munich, Allemagne[36].
- 2019, Germaine Krull & Jacques Rémy, un voyage, Marseille-Rio 1941, photographies de Germaine Krull et Jacques Rémy, édition présentée par Olivier Assayas et Adrien Bosc, Arles[42].

## Hommages
- La rue Germaine-Krull, dans le 13e arrondissement de Paris[43]

#### Monographies
- Pierre Mac Orlan, Germaine Krull, Paris, Gallimard, coll. « Les peintres français nouveaux », 1931 (lire en ligne)
- Germaine Krull, Paris, Cinémathèque française, 1967
- Christian Bouqueret, Germaine Krull : photographie 1924-1936, Musées d'Arles, 1988 (lire en ligne).
- Alessandro Bertolotti (trad. de l'italien), Livres de nus, Paris, La Martinière, 2007, 279 p. (ISBN 978-2-7324-3588-6 et 2-7324-3588-0, OCLC 999456442, lire en ligne).
- (en) Kim Sichel, Germaine Krull. Photographer of modernity (catalogue d'exposition), Cambridge (Mass.), The MIT Press, 1999, 390 p. (ISBN 9780262194013).
- Kim Sichel, Germaine Krull à Monte-Carlo, Montréal, Musée des Beaux-Arts de Montréal, 2006, 166 p. (ISBN 978-2-89192-306-4, lire en ligne).
- Germaine Krull : [expositions, Paris, Jeu de Paume, 2 juin-27 septembre 2015, Berlin, Martin-Gropius Bau, 15 octobre 2015-31 janvier 2016], Paris, Hazan, 2015, 263 p. (ISBN 978-2-7541-0816-4, lire en ligne).

#### Articles
- Guy Mandery, « Germaine Krull, pionnière de la photographie moderne », Le Monde,‎ 25 mai 1981 (lire en ligne ).
- Elvire Perego, « Germaine Krull », Beaux Arts Magazine,‎ mai 1989, p. 108.

#### Ouvrages généraux
- Christian Bouqueret, Les femmes photographes : de la nouvelle vision en France, 1920-1940, Marval, 1998 (ISBN 978-2-86234-261-0, lire en ligne)
- Federica Muzzarelli (trad. de l'italien), Femmes photographes : émancipation et performance (1850-1940), Paris, Hazan, 2009, 303 p. (ISBN 978-2-7541-0347-3, lire en ligne)
- Thomas Galifot et Marie Robert, Qui a peur des femmes photographes? : 1839-1945, Paris, Musée d'Orsay, 2015, 319 p. (ISBN 978-2-7541-0856-0, lire en ligne)
- Clara Bouveresse, Femmes photographes, Arles, Actes Sud, 2020 (ISBN 978-2-330-07520-0, lire en ligne)
- Luce Lebart et Marie Robert, Une histoire mondiale des femmes photographes, Paris, Textuel, 2020, 503 p. (ISBN 978-2-84597-843-0, lire en ligne)